# Aziza Gardizi
Aziza Gardizi est une femme politique afghane. Elle est l'une des deux premières femmes nommées au Sénat du pays.

## Biographie
À la suite des élections législatives de 1965, les premières au cours desquelles les femmes peuvent voter et être candidates en Afghanistan, Aziza Gardizi et Homeira Seljuqi sont les premières femmes nommées membres du Sénat par le roi Mohammad Zaher Shah,, tandis que quatre autres sont élues députées. Aziza Gardizi est reconduite au Sénat après les élections de 1969.